# Aerosmith
Aerosmith je američki rock sastav, često zvan "najbolji rock & roll sastav Amerike".
Iako su poznati kao "zločesti dečki iz Bostona", nitko od članova sastava nije iz tog grada. Njih trojica, Steven Tallarico (Tyler), Joe Perry i Tom Hamilton su se zapravo upoznali u Sunapeeu, New Hampshire kasnih 60-ih, ali nisu tada osnovali sastav. Tyler je iz Yonkersa, New York, Perry iz Hopedalea, Massachusetts i Hamilton iz New Londona, New Hampshire. 1970. njih trojica su osnovali sastav i odlučili da bi Boston, Massachusetts bio njihova idealna baza.
Gitarist Brad Whitford i bubnjar Joey Kramer su zaokružili postavu i skupina je objavila debitantski album 1973. Sastav je stvorio niz hard rock albuma i uživao popularnost kroz 1970-e, ali teško korištenje droga i alkohola je pridonijelo njihovom koncu.  Joe Perry i Brad Whitford su napustili skupinu i period od 1979. do 1984. bio je mračan za sastav, koji je nastavio sa zamjenama. Međutim, 1984., uz pokušaje Joe Perryjevog menadžera, Tima Collinsa, Aerosmith je ponovno rođen. Collins je pomogao sastavu da riješi stare razmirice i ostavi se ovisnosti. Od tog trenutka Aerosmith je trijezan već 20 godina i postigao je razinu uspjeha kao i 70-ih.
Aerosmith, koji nastupa u originalnoj postavi zadnje 23 godine, je prodao preko 150 milijuna albuma u svijetu, 65.5 milijuna samo u SAD-u, što ih čini najprodavanijim američkim hard rock sastavom svih vremena. Također drže rekord za najviše zlatnih, platinastih i multi-platinastih albuma od svih američkih grupa. Sastav je imao 27 Top 40 hitova na mnogim ljestvicama širom svijeta, devet #1 Mainstream Rock hitova, četiri Grammy nagrade i deset glazbenih video nagrada. Primljeni su u Rock and Roll Hall of Fame 2001.g. I dalje nastavljaju s turnejama i zarađuju oko milijum dolara po koncertu. Njihova glazbena evolucija tijekom godina ih je učinila velikim inovatorima u američkom hard rocku, popu, glamu, bluesu i rapu. Inspirirali su legije rock izvođača koji su došli nakon njih. Rolling Stone magazin je rangirao Aerosmith  Arhivirana inačica izvorne stranice od 21. svibnja 2006. (Wayback Machine) kao broj 57 na listi 100 najvećih izvođača svih vremena. Sastav ima odanu skupinu obožavatelja, oko milijun u svijetu, poznati kao Blue Army (Plava vojska), koja se jednako proširila zadnje tri generacije. Aerosmithova dugovječnost, izdržljivost i angažiranost su im omogućili da zadrže visoku razinu popularnosti i uspjeha veći dio 45-godišnje karijere.

## Povijest

### Osnivanje
Osnivanje Aerosmitha je počelo u kasnim 60-ima u Sunapeeu, New Hampshire. Steven Tyler (znan kao "The Demon of Screaming" ("Demon vrištanja") je bio bubnjar/vokalist iz Yonkersa, New York koji je bio u seriji relativno neuspješnih sastava sredinom i krajem 60-ih, poput Vic Tallarico Orchestra, Strangeurs/Chain Reaction, The Chain, Fox Chase i William Proud. 1969.g., tijekom odmora u Sunapeeu, Tyler je upoznao Joea Perryja, koji je u to vrijeme svirao u sastavu pod imenom "Jam Band" s basistom Tomom Hamiltonom i bubnjarem Davidom "Pudge" Scottom, dok je Perry prao posuđe u Anchorageu u Sunapeeu. Ovaj susret će eventualno odvesti do formacije Aerosmitha.
Perry i Hamilton su preselili u Boston, Massachusetts u rujnu 1970. Tamo su upoznali Joeyja Kramera, bubnjara Yonkersa, New York koji je također poznavao Stevena Tylera, s kojim se uvijek nadao nastupati u sastavu. Kramer, student "Berklee College of Music", je prekinuo školovanje i pridružio se skupini. U listopadu 1970. su se ponovno našli s Tylerom, koji je isprva bio bubnjar i prateći vokal, ali je odbijao svirati bubnjeve u ovom sastavu, inzistirajući da će se pridružiti skupini samo kao vođa i glavni pjevač. Članovi sastava su se složili i sastav Aerosmith je nastao. Dodali su Raya Tabanoa, Tylerovog prijatelja iz djetinjstva, kao ritam gitaristu i počeli svirati koncerte u okolici. 1971.g. Tabanoa je zamijenio Brad Whitford, koji je također pohađao Berklee School of Music i prije bio u sastavu "Earth Inc". Osim perioda od srpnja 1979. do travnja 1984., postava Tyler, Perry, Hamilton, Kramer i Whitford je ostala ista.

### 1970-e
Nakon osnivanja sastava i finalizacije postave 1971.g., sastav je postajao popularniji u okolici svirajući koncerte. Aerosmith je potpisao s diskografskom kućom "Columbia Records" 1972.g. i objavio svoj debitantski album, Aerosmith 1973.g. Album je bio izravni rock & roll s dobro definiranom primjesom bluesa, postavljajući temelj za Aerosmithov blues-rock zvuk. Iako je najveći singl na ljestvicama bio "Dream On" na #59 Top ljestvice, razne pjesme (poput "Mama Kin" i "Walkin' the Dog") su postale standard za koncerte i radio postaje. Album je prodan u dva milijuna primjeraka. Nakon konstantnih turneja, sastav je izdao svoj drugi album Get Your Wings 1974.g., prvi u nizu multi-platinastih albuma koje je producirao Jack Douglas. Album je postigao bolji uspjeh na Top ljestvicama i proizveo rock radio hitove "Same Old Song and Dance" i "Train Kept A-Rollin'", obradu pjesme The Yardbirdsa. Također su nastali favoriti obožavatelja ,"Lord of the Thighs", "Seasons of Wither" i "S.O.S. (Too Bad)", mračnije skladbe koje su postale standard za koncerte. Do danas, Get Your Wings je prodan u tri milijuna primjeraka.
Toys in the Attic je uspostavio Aerosmith kao internacionalne zvijezde poput Led Zeppelina i The Rolling Stonesa. Album je pokazao da je Aerosmith talentiran sastav na svoj osobit način, spajajući elemente bluesa, glama, heavy metala, punka, psihodelije i pop glazbe. Toys in the Attic je postigao trenutačni uspjeh, započinjući sa singlom "Sweet Emotion", koji je postao prvi hit singl u Top 40. Ovo je popraćeno s uspješnim reizdanjem skladbe "Dream On" koja je došla na #6. Top ljestvice, najbolje mjesto njihova singla u 70-ima. Druga pjesma s albuma, "Walk This Way", je dospjela na Top 10 rane 1977.
"Toys in the Attic" i "Big Ten Inch Record" (pjesma koju je originalno snimio Roy Brown) su također postali rock standardi. Kao rezultat uspjeha, oba prošla albuma su skočila na ljestvicama. Toys in the Attic je postao Aerosmithov najprodavaniji studijski album u SAD-u, s prodajom preko 8 milijuna primjeraka. Sljedeći album je Rocks, koji je "uhvatio Aerosmith kad su bili najsuroviji". Brzo je prodan u platinastoj nakladi i sadrži dva radio hita, "Last Child" i "Back in the Saddle", kao i baladu "Home Tonight". Rocks je prodan u četiri milijuna primjeraka do danas. Toys in the Attic i Rocks su visoko poštovani albumi, posebno u hard rock žanru, i pojavljuju se na popisima poput "Rolling Stoneovih 500 najboljih albuma". Članovi Guns N' Rosesa, Metallice i Mötley Crüea tvrde da su ti albumi imali veliki utjecaj na njihovu glazbenu karijeru.
Ubrzo nakon što je Rocks objavljen, sastav je nastavio s turnejom, ovaj put vodeći vlastite koncerte i svirajući na nekoliko velikih stadiona i rock festivala.
Sljedeći album Draw the Line nije postigao uspjeh kao zadnja dva albuma, iako se pjesma "Draw The Line" pokazala kao manji hit (i također je dio koncertnog sadržaja) i "Kings and Queens" koja je također okusila malo uspjeha. Album je prodan u dva milijuna primjeraka. Nastavljajući s turnejom i snimajući nove skladbe u kasnim 70-ima, Aerosmith je glumio u filmskoj verziji Sgt. Pepper's Lonely Hearts Club Band. Obrada hita Beatlesa "Come Together" se pojavila na materijalu sa filmskom glazbom. To će biti zadnji Top 40 hit za Aerosmith u idućih 10 godina. Uživo izdanje Live! Bootleg, originalno izdano kao dupli album 1978., je uhvatilo surovost sastava na koncertima tijekom Draw the Line turneje; međutim, kako su se 70-e bližile kraju, popularnost skupine je opadala i zlouporaba droga i brzi život na cesti turneja i snimanja su brzo ostavili trag na sastavu. Pjevač Steven Tyler i prvi gitarista Joe Perry su postali poznati kao "The Toxic Twins" ("Otrovni blizanci") zbog konstantnog korištenja droga na pozornici i izvan nje. Nakon snimanja njihovog šestog studijskog albuma, Night in the Ruts, Joe Perry je napustio skupinu, a kao razlog je naveo razmirice sa Stevenom Tylerom, i formirao The Joe Perry Project. Perryja je zamijenio dugogodišnji prijatelj sastava i tekstopisac Richie Supa, a zatim Jimmy Crespo. Night in the Ruts je brzo pao s top ljestvica. Jedini singl s tog albuma je bila obrada pjesme "Remember (Walking in the Sand)", koja je dosegla 67. mjesto.

### 1980-e
Aerosmith je 1980. objavio kompilacijski album Greatest Hits. 1981. sastav je doživio još jedan gubitak - Brad Whitford je napustio skupinu. Nakon snimanja gitarskih dionica na skladbi "Lightning Strikes", Whitforda je zamijenio Rick Dufay i sastav je snimio svoj sedmi album Rock in a Hard Place 1982. Album je smatran komercijalnim promašajem. Dosegao ja zlatnu nakladu, ali bez hit singla. Na turneji Rock in a Hard Place, Tyler se onesvijestio na pozornici tijekom koncerta u studenom 1982.g.

Na Valentinovo 1984.g. Perry i Whitford su vidjeli nastup Aerosmitha. Ponovno su primljeni u sastav u travnju iste godine. Steven Tyler se prisjeća; 
Aerosmith je krenuo na povratničku turneju nazvanu "Back in the Saddle" 1984.g., iz koje je proizašao uživo album Classics Live II. Još uvijek u problemima, skupina je potpisala s diskografskom kućom "Geffen Records" i počela raditi na povratku na scenu.
Unatoč potpisivanju sastava s novom diskografskom kućom, "Columbia Records" je imala korist od Aerosmithova povratka, izdajući uživo kompilacije Classics Live I and II i B-strane kompilacije Gems.
1985.g. izlazi album Done with Mirrors, prvi studijski album pod izdavačkom kućom "Geffen" i prvi album od ponovnog okupljanja. Album je primio pozitivne kritike, ali nije proizveo nijedan hit singl. Najzapaženija skladba na albumu, "Let the Music Do the Talking," je zapravo obrada pjesme koju je originalno snimio Joe Perry na svojemu projektu "The Joe Perry Project" i izdao na istoimenom albumu. Međutim, sastav je postao popularna koncertna atrakcija, uspješno podržavajući Done With Mirrors turnejom koja je nastavljena u 1986.g. Iste godine Steven Tyler i Joe Perry su se pojavili na Run-D.M.C.-evoj obradi skladbe "Walk This Way", spajajući rock and roll i hip hop čime je rap cementiran u američku popularnu glazbu i započet je Aerosmithov istinski povratak.
No članovi sastava su i dalje imali problema s drogom. 1986.g. Steven Tyler je uspješno prošao program rehabilitacije. Ostatak skupine je također prošao programe rehabilitacije u sljedećih par godina. Kako piše u autobiografiji sastava, Collins se zakleo da može učiniti Aerosmith najboljim sastavom na svijetu do 1990.g. ako svi prođu program rehabilitacije.
Permanent Vacation je objavljen u kolovozu 1987. Permanent Vacation je bio veliki hit za sastav, postajući njihov najprodavaniji album u 10 godina (prodan u 5 milijuna primjeraka u SAD-u) i imajući sva tri singla ("Dude (Looks Like a Lady)", "Rag Doll" i "Angel") na Top 20 u Billboard Hot 100. Skupina je krenula na turneju sa sastavom Guns N' Roses, turneju koja je bila veoma napeta u to vrijeme za Aerosmith, kako su se oni borili da ostanu čisti od droga, dok su Gn'R bili poznati kao veliki uživaoci droga.
Njihov sljedeći album je prošao još bolje. Pump, izdan u listopadu 1989.g., je sadržavao tri Top 10 singla: "Janie's Got a Gun", "What it Takes" i "Love in an Elevator", kao i "The Other Side", ponovno uspostavljajući Aerosmith kao ozbiljnu glazbenu velesilu. Pump je bio kritički i komercijalni uspjeh, prodan u 7 milijuna primjeraka, zaradio dobre kritike u velikim glazbenim časopisima i donio sastavu prvi Grammy, za skladbu "Janie's Got a Gun". Proces snimanja albuma je dokumentiran u video uratku The Making of Pump, koji je objavljen na DVD-u. Video spotovi za singlove s albuma bili su na izdanju Things That Go Pump in the Night, koji je brzo dostigao platinastu nakladu. 1989.g. članovi Aerosmitha Steven Tyler i Joe Perry gostuju na nekoliko koncerata većih glazbenih rock-skupina poput Bon Jovi s kojima izvode "Walk This Way".

### 1990-e
Sastav je završio Pump turneju 1990.g. 21. veljače iste godine sastav se pojavio u "Wayne's World" kao kratki komad u emisiji "Saturday Night Live" i izveo svoje hitove "Janie's Got a Gun" i "Monkey On My Back". 18. rujna 1990.g. sastav je nastupao u MTV-evom emisiji Unplugged. Sastav je iste godine primljen u "Hollywood Rock Walk". 1991.g. Sastav se pojavio u seriji The Simpsons u epizodi "Flaming Moe's" i izdao box set Pandora's Box. 1992.g. Tyler i Perry su gostovali na koncertu Guns N' Roses-a tijekom njihovog koncerta u Parizu, čiji je prijenos bio na televizijskim postajama širom svijeta. Pjesme koje su izveli su bile "Mama Kin" i "Train Kept-A Rollin".
Sastav je uzeo laganu stanku i počeo snimati sljedeći album 1992.g. Unatoč značajnim promjenama u popularnoj glazbi pri početku '90-ih, idući album, Get a Grip, je doživio veliki komercijalni uspjeh, postajući njihov prvi album koji je debitirao na prvom mjestu Top ljestvica i prodao 7 milijuna primjeraka u dvije godine. Prvi singlovi su bili hard rock skladbe "Livin' on the Edge" i "Eat the Rich". Iako mnogi kritičari nisu bili oduševljeni zbog fokusiranja na balade pri promociji albuma, sve tri ("Cryin'", "Crazy" i "Amazing") su se dokazale kao uspješne na radiju i MTV-u. U glazbenim spotovima je glumila, tada još u usponu, Alicia Silverstone; njezin provokativan nastup joj je zaradio titulu "Aerosmith koke". Tylerova kćer Liv Tyler je također glumila u spotu za "Crazy". Get a Grip će se nastaviti prodavati u više od 7 milijuna primjeraka samo u SAD-u i preko 20 milijuna primjeraka u cijelome svijetu.
Tijekom izrade albuma Get a Grip, menadžment i izdavačka kuća su doveli raznolike profesionalne tekstopisce da daju pjesmama komercijalniji izgled, što će se nastaviti do ranih 2000-ih. Međutim, ovo je odvelo do konstantnih optužbi o "prodaji" sastava. Kao dodatak 18-mjesečnoj svjetskoj turneji u potporu albuma Get a Grip, sastav je učinio neke stvari da bi promovirali sebe, svoj album i izgled u očima mlade generacije, što uključuje pojavljivanje u filmu Wayne's World 2, gdje su svirali dvije pjesme, pojavljivanje sastava i glazbe u videoigri Revolution X, nastup na "Woodstock '94", posuđivanje pjesme "Deuces Are Wild" u The Beavis & Butt-Head Experience i otvaranje vlasitog kluba, "The Mama Kin", u Bostonu 1994.g.
Iste godine sastav je izdao kompilaciju za diskografsku kuću "Geffen Records", nazvanu Big Ones, koja je sadržavala najveće hitove s albuma Permanent Vacation, Pump i Get a Grip, kao i tri nove pjesme, "Deuces Are Wild", "Blind Man" i "Walk on Water", koje su doživjele veliki uspjeh na rock ljestvicama.
Aerosmith je ponovno potpisao s izdavačem "Columbia Records" sredinom '90-ih, ali su morali upotpuniti ugovor s kućom "Geffen Records" za još dva albuma. Sastav se opustio uz svoje obitelji prije rada na novom albumu, Nine Lives, koji je bio zaražen osobnim problemima, uključujući otpuštanje menadžera Tima Collinsa, koji je navodno zamalo rastavio sastav. Producent albuma je također zamijenjen, Glena Ballarda je zamijenio Kevin Shirley. Nine Lives je objavljeb u ožujku 1997.g. Kritike su bile pomiješane, i Nine Lives je pao na Top ljestvicama, iako je proveo dosta vremena na ljestvicama i doživio dvostruku platinastu nakladu u SAD-u, zahvaljujući singlovima "Falling in Love (Is Hard on the Knees)", "Hole in My Soul" i "Pink". Nakon albuma je uslijedila turneja koja je trajala preko dvije godine, nazvana Nine Lives Tour, u kojoj su se dogodili razni problemi uključujući ozljedu noge Stevena Tylera na koncertu i opekline drugog stupnja koje je doživio Joey Kramer nakon što mu se auto zapalio na benzinskoj crpki. Međutim, sastav je izdao svoj jedini #1 singl ikada: "I Don't Want to Miss a Thing", ljubavna tema iz filma Armageddon, u kojem je glumila Tylerova kći Liv. Skladba je ostala na vrhu ljestvica četiri tjedna i bila je nominirana za nagradu "Academy Award". 1998.g. je izdan dvostruki uživo album, A Little South of Sanity, koji je nastao s koncerata iz turneja Get a Grip i Nine Lives. Album je doživio platinastu nakladu ubrzo nakon izlaska.

### 2000-e
Sastav je ušao u iduće desetljeće nastupajući na poluvremenu utakmice "Super Bowl XXXV", u siječnju 2001., zajedno s pop zvijezdama 'N Sync, Britney Spears, Mary J. Blige i Nelly. Sve su ove zvijezde surađivale s Aerosmithom na kraju nastupa s njihovom legendarnom skladbom "Walk This Way".
U ožujku 2001. sastav je izdao svoj trinaesti studijski album Just Push Play. Album je ubrzo doživio platinastu nakladu, predvođen Top 10 hitom "Jaded" i pojavljivanjem skladbe "Just Push Play" u reklamama za "Dodge". Sastav je primljen u "Rock and Roll Hall of Fame" ubrzo nakon izlaska albuma, krajem ožujka 2001.g., nakon nominacije u 2000.g. kojom nisu bili primljeni. Kasnije iste godine, sastav je nastupao na dobrotvornom koncertu United We Stand: What More Can I Give u Washingtonu za žrtve terorističkih napada 11. rujna.
Sastav je započeo 2002. godinu završetkom turneje Just Push Play, istovremeno snimajući dijelove za svoj Behind the Music specijalnu emisiju na VH1 glazbenom kanalu, koji ne samo da je predstavio povijest sastava, nego i njihove trenutne aktivnosti i turneje. Special je jedan od rijetkih dvosatnih Behind the Music. U srpnju 2002.g. Aerosmith je izdao kompilaciju od 2 diska nazvanu O, Yeah! The Ultimate Aerosmith Hits, koja je sadržavala novi singl "Girls of Summer" i odvela sastav na Girls of Summer turneju zajedno s Kid Rockom i Run-D.M.C. kao predgrupama. Iste godine sastav je predstavljen kao MTV ikona, kao drugi sastav koji je dobio tu titulu.
2003.g. Aerosmith je ujedinio snage sa sastavom Kiss, na "Rocksimus Maximus" turneji, kao pripremu za izdavanje svoga blues albuma.
Njihov dugoočekivani blues album Honkin' on Bobo je izdan u 2004.g. Honkin' on Bobo je stvorio podlogu za ponovno izbijanje bluesa i tradicionalne glazbe širom SAD-a i Europe. Album je povratak korijenima sastava, snimajući album uživo u studiju i radeći s bivšim producentom Jackom Douglasom. Slijedio ga je uživo DVD You Gotta Move u prosincu 2004., snimka prvog nastupa Honkin' on Bobo turneje.

## Povijest članova
| (1970. – 1971.) | - Steven Tyler - glavni vokal, klavijature, usna harmonika, udaraljke - Joe Perry - solo i ritam gitara, prateći vokal - Ray Tabano - ritam gitara - Tom Hamilton - bas - Joey Kramer - bubnjevi i udaraljke                                            |
| (1971. – 1979.) | - Steven Tyler - glavni vokal, klavijature, usna harmonika, udaraljke - Joe Perry - solo i ritam gitara, prateći vokal - Brad Whitford - ritam i solo gitara - Tom Hamilton - bas - Joey Kramer - bubnjevi i udaraljke, prateći vokal                   |
| (1979. – 1980.) | - Steven Tyler - glavni vokal, klavijature, usna harmonika, udaraljke - Jimmy Crespo - solo i ritam gitara, prateći vokal - Brad Whitford - ritam i solo gitara - Tom Hamilton - bas, prateći vokal - Joey Kramer - bubnjevi i udaraljke, prateći vokal |
| (1980. – 1984.) | - Steven Tyler - glavni vokal, klavijature, usna harmonika, udaraljke - Jimmy Crespo - solo i ritam gitara, prateći vokal - Rick Dufay - ritam i solo gitara - Tom Hamilton - bas, prateći vokal - Joey Kramer - bubnjevi i udaraljke, prateći vokal    |
| (1984.-danas)   | - Steven Tyler - glavni vokal, klavijature, usna harmonika, udaraljke - Joe Perry - solo i ritam gitara, prateći vokal - Brad Whitford - ritam i solo gitara - Tom Hamilton - bas, prateći vokal - Joey Kramer - bubnjevi i udaraljke                   |

### Privremeni članovi
- David Hull - bas (rujan-prosinac 2006.)

## Diskografija

### Studijski albumi
| Datum izlaska      | Naslov                        | Diskografska kuća |
| 13. siječnja 1973. | Aerosmith                     | Columbia          |
| ožujak 1974.       | Get Your Wings                | Columbia          |
| 8. travnja 1975.   | Toys in the Attic             | Columbia          |
| 3. svibnja 1976.   | Rocks                         | Columbia          |
| prosinac 1977.     | Draw the Line                 | Columbia          |
| studeni 1979.      | Night in the Ruts             | Columbia          |
| 1. listopada 1982. | Rock in a Hard Place          | Columbia          |
| studeni 1985.      | Done with Mirrors             | Geffen            |
| 18. kolovoza 1987. | Permanent Vacation            | Geffen            |
| 12. rujna 1989.    | Pump                          | Geffen            |
| 20. travnja 1993.  | Get a Grip                    | Geffen            |
| 18. ožujka 1997.   | Nine Lives                    | Columbia          |
| 6. ožujka 2001.    | Just Push Play                | Columbia          |
| 30. ožujka 2004.   | Honkin' on Bobo               | Columbia          |
| 6. studenog 2012.  | Music from Another Dimension! | Columbia          |

### Singlovi
Aerosmith trenutno ima dvadeset i jedan singl koji su dostigli Top 40 na Billboard Hot 100:
| - - 1975. "Sweet Emotion" #36 - 1976. "Dream On" (re-izdanje) #6 - 1976. "Last Child" #21 - 1977. "Walk This Way" #10 - 1977. "Back in the Saddle" #38 - 1978. "Come Together" #23 - 1987. "Dude (Looks Like a Lady)" #14 - 1988. "Angel" #3 - 1988. "Rag Doll" #17 - 1989. "Love in an Elevator" #5 | - - 1990. "Janie's Got a Gun" #4 - 1990. "What It Takes (song)\|What It Takes" #9 - 1990. "The Other Side" #22 - 1993. "Livin' on the Edge" #18 - 1993. "Cryin'" #12 - 1994. "Amazing" #24 - 1994. "Crazy" #17 - 1997. "Falling in Love (Is Hard on the Knees)" #35 - 1998. "Pink" #27 - 1998. "I Don't Want to Miss a Thing" #1 - 2001. "Jaded" #7 |

## Glazbeni utjecaji
| Aerosmith je bio pod utjecajem mnogih glazbenika, uglavnom onih koji su spajali blues i rock u svojoj glazbi. - The Beatles - The Who - Led Zeppelin - The Rolling Stones - Jimi Hendrix - The Doors - Chuck Berry - Bo Diddley - Fleetwood Mac (rani) - James Brown - Janis Joplin - The Kinks - Muddy Waters - New York Dolls - The Yardbirds - Jeff Beck - Deep Purple | Aerosmith je utjecao na mnoge izvođače, uglavnom u glam metal, grunge i alternativnoj rock sceni. - Bon Jovi - Guns N' Roses - Metallica - The Black Crowes - Mother Love Bone - Velvet Revolver - Pearl Jam - Ratt - Nirvana - The Cult - Soundgarden - L.A. Guns - Great White - Stone Temple Pilots - Cinderella - Faster Pussycat - Skid Row - W.A.S.P. - Jackyl - Anastacia |

## Ostalo
- Aerosmith ponekad svira svirke iznenađenja i privatne zabave pod nadimcima "Dr. J. Jones and the Interns", "The G-Spots" i "Rayco and The Seat Covers"
- 1975. Aerosmith je ustanovio svoju bazu "The Wherehouse", pretvoreno skladište u Walthamu, MA koje je sastav iznajmio kao prostor za urede, vođenje operacija, studio i mjesto za probe.
- William Weld, bivši guverner Massachusettsa, je službeno proglasio 13. travanj kao "Aerosmith Day" 1993.

## Daljnje čitanje
- Walk This Way: The Autobiography of Aerosmith - Stephen Douglas i Aerosmith

## Vanjske poveznice
- Aerosmith.com - Službena stranica
- AeroForceOne.com - Službeni fan klub
- Aerosmith.Net - Službena stranica izdavačke kuće